# Cry
För andra betydelser, se Cry (olika betydelser).
Cry är en låt av den amerikanska sångaren Michael Jackson och den andra singeln från albumet Invincible.
Cry var precis som tidigare singeln från samma album, inte vald av Michael Jackson. Istället var det Sony som såg Cry som en lämplig singel efter terroristattentaten mot World Trade Center i New York i september 2001. 
Singeln som endast släpptes i Europa och Australien fick dåligt genomslag. I Storbritannien nådde den en 25:e plats och i de flesta andra länder fick den sämre placeringar. Det dåliga genomslaget berodde förmodligen på dåligt med speltid på radio och avsaknaden av en ordentlig video.

## Musikvideon
Musikvideon till Cry ses av många som Michael Jacksons sämre videor. Michael var då i konflikt med Sony och det kom att bli en musikvideo i vilken Michael Jackson inte medverkande.
I videon ses människor som håller varandras händer på olika platser, vilket ska föreställa att hela världen håller varandra i händerna. Jämfört med andra musikvideor av Michael Jackson fick denna musikvideo ganska lite speltid över hela världen.